# Mary Clem
Mary A. Clem, née Mary A. McLaughlin (19 octobre 1905 - janvier 1979), est une mathématicienne américaine et calculatrice humaine. Elle est connue pour avoir inventé la méthode de détection des erreurs « zero check ».

## Biographie
Mary Clem naît le 19 octobre 1905, à Nevada (Iowa). Après ses études secondaires, elle travaille durant six ans auprès de la Commission des autoroutes de l'État de l'Iowa et de l'Université d'État de l'Iowa en tant que commis informatique, commis à l'audit puis comptable.
En 1931, elle rejoint le Service statistique de mathématiques du Département de mathématiques de l'Université d’État de l'Iowa pour travailler comme ordinateur humain sous la supervision de George Snedecor.
Elle invente la méthode « zero check » alors qu'elle travaille dans le laboratoire de Snedecor. Il s'agit d'une somme qui doit être égale à zéro si les autres nombres sont correctement calculés. Ces sommes permettent de détecter les erreurs dans les algorithmes de calcul. Mary Clem explique que son manque de formation en mathématique est la raison qui lui a fait remarquer ces sommes, souvent négligées par ses collègues. En 1940, elle est promue technicienne et statisticienne en chef, responsable du service informatique du laboratoire de statistique. 
En 1947, Mary Clem publie, avec Homeyer Paul G. et Federer Walter T., Punched card and calculating machine methods for analyzing lattice experiments including lattice squares and the cubic lattice dans le Research Bulletin (Iowa Agriculture and Home Economics Experiment Station): Vol. 28 : No. 347 , Article. En 1952, elle est consultante statistique auprès de la Commission des victimes de la bombe atomique à Hiroshima, au Japon.
En 1962, elle est transférée au nouveau centre de calcul de l'Université d’État de l'Iowa.
Elle meurt en janvier 1979, à Ames. 